# Julia Bleck
Julia Bleck (* 6. März 1985 in Berlin) ist eine deutsche Yngling-Seglerin.
Julia Bleck studierte Sportmanagement. Sie startete für den Verein Seglerhaus am Wannsee. Mit Ute Höpfner und Ulrike Schümann bildete sie eine Crew, die von Lee Icyda trainiert wurde.
Bleck begann in der Optimist-Klasse und nahm zwischen 1997 und 1999 dreimal an den deutschen Jüngsten-Meisterschaften teil. Bestes Ergebnis war Rang sechs 1997. Anschließend wechselte sie in die 420er Jolle. Hier nahm sie 2000 und 2001 an Welt- und Europameisterschaften teil und wurde 2001 vierte bei der EM. Seit Mitte der 2000er Jahre tritt sie in der Yngling-Klasse an. 2006 wurde Bleck mit der Yngling-Crew Sechste bei der Delta Lloyd Regatta und Sechste beim vorolympischen Test in China. Das folgende Jahr brachte einen zehnten Platz bei der Delta Lloyd Regatta in Medemblik und einen achten Rang bei der Weltmeisterschaft in Cascais.
Besonders erfolgreich wurde das Jahr 2008 für Bleck. Bei der Europameisterschaft wurde die Mannschaft Siebte, bei der Weltmeisterschaft vor Miami gewannen sie Bronze. Zweite wurden sie bei der Delta Lloyd Regatta. Bei den Olympischen Spielen von Peking erreichte das Team den vierten Rang.

## Weblink
Porträt auf der Webseite des IOC (Memento vom 16. März 2009 im Internet Archive)
| Personendaten    | Personendaten             |
| ---------------- | ------------------------- |
| NAME             | Bleck, Julia              |
| KURZBESCHREIBUNG | deutsche Yngling-Seglerin |
| GEBURTSDATUM     | 6. März 1985              |
| GEBURTSORT       | Berlin                    |